# 人格の同一性
人格の同一性（じんかくのどういつせい、英: Personal identity）とは、時間を超えた個人独自の数的同一性のことである。
人格の同一性に関する議論は、通常、ある時点の人物と別の時点の人物が同一の人物であると言えるための必要十分条件を決定することを目的としている。
哲学では、人格の同一性の問題は、ある時間間隔にわたって単一の人物を特定する方法に関するものであり、「ある時点の人物と別の時点の人物が同じ人格であると言えるのはなぜか？」や「私たち人間はどのようなものなのか？」といった問題を扱う。
現代の形而上学では、人格の同一性の問題は、通時的な問題と呼ばれる。また、共時的な問題はある時点での人物の特徴や特性に関する問題である。分析哲学と大陸哲学はどちらも同一性の本質について問うている。大陸哲学は、世界とその本質について異なる哲学的な命題、公理、前提に直面したときに、概念的に同一性を維持することを扱う。

## 実体の連続性

### 身体的実体
時間を超えた人格の持続の一つの概念は、単に身体的存在の連続性を持つことである。テセウスの船の問題が示すように、無生物であっても、ある時点の物体と別の時点の物体が同じものであるかどうかを判断するのは困難である。人間の場合、時間の経過とともに体は老化し、成長し、物質を失ったり得たりするため、何年も経つと、かつて構成されていた物質のほとんどで構成されなくなる（代謝回転）。したがって、人格の同一性の持続を私たちの身体の連続的な存在に基づかせることには問題がある。それにもかかわらず、このアプローチには支持者がおり、そうした人は人間を生物学的有機体として定義し、心理的関係が人格の連続性に必要ではないという命題を主張している。この人格の同一性の存在論は、身体の連続性ではなく、生命維持プロセスの関係理論を想定している。
デレク・パーフィットのテレポーテーションの問題は、身体的連続性についての直観を引き出すように設計されている。この思考実験では、地球から火星にテレポートされる人物のケースを議論する。最終的に、送信された人物が地球上の最初の人物と同一でなくなる場所をスペクトル上で特定することができないことから、数的に同一の物理的身体を持つことが人格の同一性の基準ではないことを示しているように思われる。

### 心の実体
心のもう一つの概念では、認知機能の集合は、身体から分離し、独立した非物質的実体から構成されると考えられている。もし人が自分の身体ではなく自分の心と同一視されるなら、つまり人が自分の心であると考えられ、その心がそのような非物質的な実体であるなら、人格の同一性は、それが関連付けられている身体の実体の継続的な変化にもかかわらず、この非物質的な実体の持続に基づいているかもしれない。
心身問題とは、心あるいは精神過程と身体の状態または過程との間に存在する関係性の説明に関するものである。この分野で研究する哲学者の目的の1つは、非物質的な心がどのように物質的な身体に影響を与えることができるのか、その逆はどうなのかを説明することである。
これについて議論の余地や問題があり、解決策として採用することには疑問が生じる。知覚体験は、外界から様々な感覚器官に到達する刺激に依存しており、これらの刺激が心的状態の変化を引き起こし、最終的に感覚を引き起こす。例えば、食べ物への欲求は、人に食べ物を得るために体を動かす傾向がある。そこで問題は、意識的な経験が、電気化学的特性を持つ器官（人間の脳）からどのようにして生じるのかということである。関連する問題は、命題的態度（例えば、信念や欲求）が、脳のニューロンを発火させ、筋肉を正しい方法で収縮させることができるのはなぜかを説明することである。これらは、少なくともルネ・デカルトの時代から認識論者や心の哲学者が直面してきたパズルの一部である。

## 意識の連続性

### ロックの概念

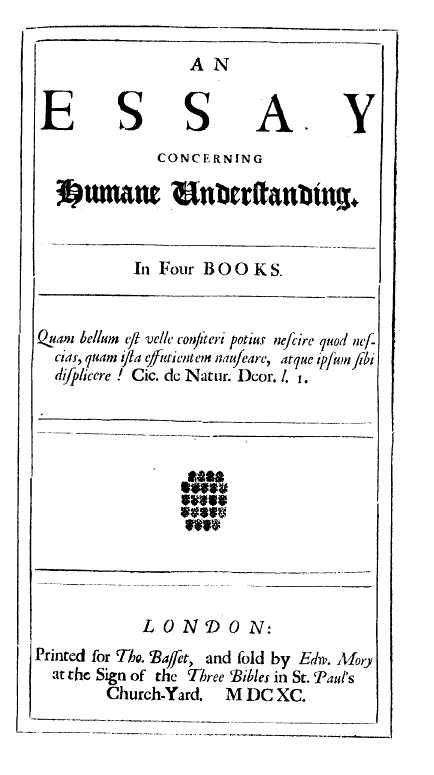
『人間知性論』 全4巻 (1690) ジョン・ロック (1632–1704)著

ジョン・ロックは、個人のアイデンティティ（または自己）は、魂や身体の実体ではなく、意識（すなわち記憶）に基づいていると考えた。彼の著書『人間知性論』(1689)の第2巻第27章「同一性と多様性について」は、意識を自己の繰り返される自己同一化の最初の近代的な概念化の1つだと言われている。この同一化を通じて、道徳的責任を主体に帰することができ、批評家であるニーチェが指摘したように、罰と罪悪感を正当化することができるのである。
ロックによれば、個人のアイデンティティ（自己）は、「実体でも魂でもなく、意識に依存している」のだという。我々は、現在の思考と行動を意識しているのと同じように、過去と未来の思考と行動を意識している限りにおいて、同じ人物なのである。もし意識が「実体に伴う『思考』であり、それが同じ人物を作り出す」のであれば、個人のアイデンティティは意識の繰り返される行為にのみ基づいているのである。「これは個人のアイデンティティがどこにあるかを示しているかもしれない。それは実体の同一性ではなく、意識の同一性にある」。例えば、ある人がプラトンの生まれ変わりであると主張し、したがって同じ魂の実体を持っているとしよう。その人がプラトン自身と同じようにプラトンの思考と行動を意識しているならば、その人はプラトンと同じ人物になるだろう。したがって、自己同一性は魂に基づいているのではない。一つの魂が様々な人格を持つことがあるのだ。
ロックは、身体が変化しても人格は同じままであるため、自己同一性は身体の実体にも基づいていないと論じている。動物のアイデンティティですら、その身体に基づいているわけではない。「動物のアイデンティティは、実体の同一性ではなく、生命の同一性の中に保存されている」のであり、動物の身体はその生涯の中で成長し、変化するからである。一方、人間のアイデンティティはその意識に基づいている。
この境界的なケースは、個人のアイデンティティが意識に基づいており、自分の意識を知ることができるのは自分だけであるため、外部の人間の裁判官は、本当に同じ人物を裁き、罰しているのか、それとも単に同じ身体を裁いているだけなのかを決して知ることができないという問題のある考えにつながる。言い換えれば、ロックは、神以外の全ての人にとって明らかなのは身体の行為だけなので、身体の行為に対してのみ裁かれるのだと論じている。我々は、自分が意識している行為に対してのみ責任がある。これが、心神喪失の抗弁の基礎となる。つまり、無意識の行為に対しては責任を問われないということであり、したがってこのことについて哲学的な疑問が生じるのである。
個人のアイデンティティは、（実体の同一性ではなく）意識の同一性にある。そこでは、ソクラテスと現在のクイーンバラ市長が同意すれば、彼らは同じ人物なのである。もし、目覚めているソクラテスと眠っているソクラテスが同じ意識を共有していないならば、目覚めているソクラテスと眠っているソクラテスは同じ人物ではない。そして、眠っているソクラテスが考えたことで、目覚めているソクラテスが意識したことのないことに対して、目覚めているソクラテスを罰するのは、双子の兄弟が何も知らずに行ったことに対して、双子の片方を罰するのと同じくらい正しくない。なぜなら、双子の外見はとてもよく似ていて、区別できないからである。そのような双子は見たことがある。
また、次のように述べている。
人格は、私の考えでは、この自己の名前である。人は、自分が自分だと思うものを見つけたところに、私は、別の人が同じ人だと言えると思う。それは法律用語であり、行動とその功績を帰属させるものであり、したがって、法律と幸福と不幸の能力を持つ知的な行為者にのみ属するものである。この人格は、意識によってのみ、現在の存在を超えて過去にまで及ぶ。それによって、人格は関与し、責任を負うようになる。過去の行動を自分のものとし、現在と同じ根拠と理由で、過去の行動を自分に帰属させる。このすべては、意識の不可避の随伴物である幸福への関心に基づいている。快楽と苦痛を意識しているものは、意識している自己が幸せであることを望んでいるのだ。そして、したがって、意識によって現在の自己に結びつけたり帰属させたりできない過去の行動は、それが決して行われなかったかのように、それ以上関与することはできない。そのような行動のために喜びや痛み、つまり報酬や罰を受けることは、まったく何の功績もなしに、最初の存在で幸せにされたり惨めにされたりするのと同じことである。なぜなら、ある人が別の人生で行ったことに対して、それについてまったく意識できないのに、今、罰せられるとしたら、その罰と惨めな状態で創造されることとの間に、どんな違いがあるだろうか。そして、それゆえ、使徒は、大いなる日に、すべての人が『その行いに従って受ける』とき、『すべての心の秘密が明らかにされる』と告げている。その判決は、あらゆる人が持つ意識によって正当化されるだろう。その意識とは、どのような体に現れようと、どのような実体にその意識が付着しようと、その行動を犯し、その罰を受けるに値するのは、彼ら自身であるということだ。
したがって、ロックの個人のアイデンティティの概念は、実体や身体ではなく、「同じ継続した意識」に基づいており、魂は自己の意識を持たない場合があるため（生まれ変わりのように）、魂とも区別される。彼は、魂と身体の間に第三の用語を作り出す。ロックにとって、身体は変化しても、意識は同じままであり得る。そのため、ロックにとって、個人のアイデンティティは身体にあるのではなく、意識にあるのである。

### 哲学的直観
バーナード・ウィリアムズは、将来において同一人物であるとはどういうことなのかについての直観に訴える思考実験を提示している。この思考実験は、同じ実験に対する2つのアプローチから成っている。
第一のアプローチでは、ウィリアムズは、2人の人物をあるプロセスにかけることで、2人の人物の身体が「交換」されたと仮定する。このプロセスでは、プロセスを受ける前はA被験者に属していた記憶、行動特性、心理的特性がB被験者の身体に入れられ、その逆もまた然りである。このことを示すために、プロセスを受ける前に、A被験者とB被験者に、プロセスの結果生じるA-身体-人格とB-身体-人格のどちらに罰を与え、どちらに報酬を与えたいかを尋ねるのである。プロセスを受けて罰や報酬を受けると、A-身体-人格はその人物がB被験者であるかのように、どちらの扱いを受けるかを選択した記憶を表現しているように見える。B-身体-人格についても同様である。
この種の思考実験へのアプローチは、A被験者の心理的特性を表現する人物がA被験者であるとすれば、心理的連続性が個人のアイデンティティの基準であるという直観を示しているように思われる。
第二のアプローチは、ある人が記憶を消去され、そして拷問されると告げられたと仮定することである。その人物は拷問されることを恐れる必要があるだろうか。人々は記憶がなくなっても自分自身であるため、拷問されることを恐れるだろうというのがもたらされる直観である。次に、ウィリアムズは、いくつかの似たようなシナリオを考えるよう求めた。すべてのシナリオで、記憶を消去され新しい記憶を受け取っても、それでも自分は自分自身であるため、拷問されることを恐れるべきだというのがもたらされる直観である。なお、最後のシナリオは最初のシナリオと同一である。
第一のアプローチでは、直観は心理的連続性が個人のアイデンティティの基準であることを示しているが、第二のアプローチでは、直観は身体的連続性が個人のアイデンティティの基準であることを示している。この矛盾を解決するために、ウィリアムズは第二のアプローチにおける直観の方が強く、もし罰と報酬を分配する選択を与えられたら、たとえ他の身体-人格が自分の記憶を持っていたとしても、自分の身体-人格に報酬を受けてもらい、他の身体-人格に罰を受けてもらいたいと思うだろうと考えている。

### 心理的連続性
心理学では、人格的連続性は、個人的持続性または自己連続性とも呼ばれ、ある特定の人物のプライベートな生活とパーソナリティに関する中断のない結びつきのことを指す。人格的連続性とは、時間のある瞬間から別の瞬間への不連続性を避けるために、人格から生じる側面に影響を与える結合のことである。
人格的連続性はアイデンティティの重要な部分である。これは、自己認識、感性、英知、自己と環境との関係を知覚する能力など、心の資質を時間の一瞬から次の瞬間へと一貫させるプロセスである。また、人格的連続性は、連続した時間の性質であり、単一の4次元の連続体における人の身体または物理的存在と密接に関係している。心の中でアイデアがどのように結合するかに関する理論である連合主義では、出来事や見解が心の中で互いに関連付けられ、それによって学習の一形態につながる。連合は、近接性、類似性、または対比から生じる可能性がある。近接性を通じて、通常同時に起こる傾向のあるアイデアや出来事が関連付けられる。これらの出来事の一部は、自伝的記憶を形成し、その中の各々が一般的または特定の出来事と人格的事実の人格的表現となる。
自我の統合性とは、秩序と意味に対する自我の能力の蓄積された保証に関する心理学的概念である。自我のアイデンティティとは、過去に準備された内なる同一性と連続性が、キャリアの約束に示されるように、他者にとっての自分の意味の同一性と連続性と一致しているという蓄積された自信のことである。身体と自我は時には反神名称的な自己放棄を呼び起こす状況において、器官の表現を制御し、物理系のダイナミクスの他の属性は、自我の死の感情に直面する。

### アイデンティティの連続
感覚と観念の性質から、恒久的なアイデンティティなるものは存在しないと論じられてきた。ダニエル・シャピロは、アイデンティティに関する4つの主要な見解のうちの1つが「恒久的なアイデンティティ」を認めておらず、代わりに「思考者なき思考」、つまり「本質のない漂う感情と思考を伴う意識の殻」と考えていると主張している。彼によれば、この見解は仏教のアナッタの概念、つまり「絶え間なく進化する意識の流れ」に基づいている。マルコム・デイヴィッド・エッケルは、「自己は毎瞬間変化し、恒久的なアイデンティティを持たない」、つまり「変化または生成の一定のプロセス」であり、「流動的で絶え間なく変化する自己」であると述べている。

## 知覚の束理論

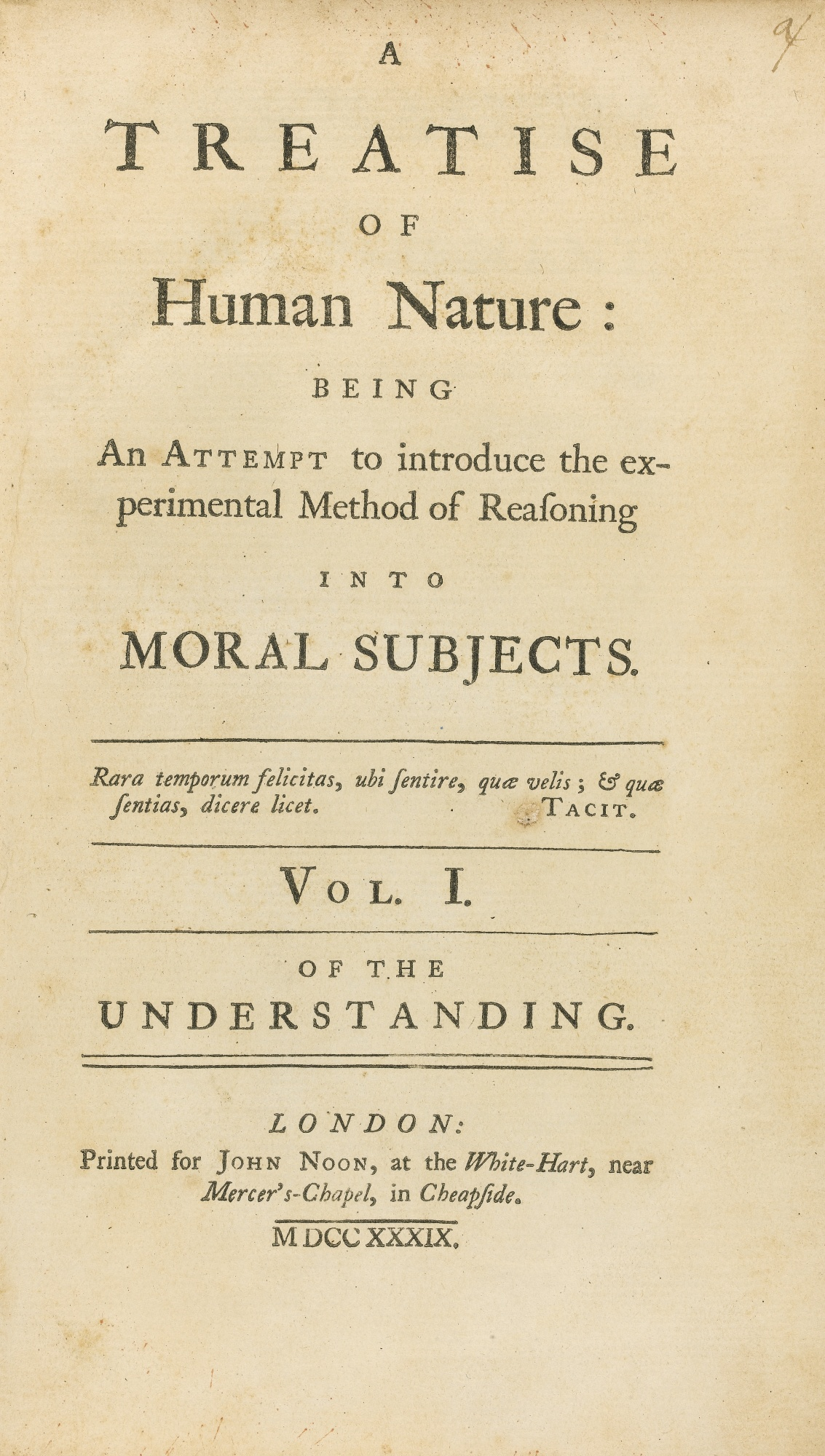
『人間本性論：人間的事象に実験的推論方法を導入する試み』ジョン・ヌーン出版、1739年

デイヴィッド・ヒュームは、心身問題を検討した。ヒュームはまた、人の人格、人間性と動物性の関係、行為主体性の本質についても調査した。ヒュームは、我々は5年前と同じ人間だと考える傾向があると指摘した。多くの点で変化したにもかかわらず、今ここにいる同じ人物が当時もそこにいたように見える。どの特徴が変化しても根底にある自己が変化しないのかを考え始めるかもしれない。ヒュームは、人の様々な特徴とその特徴を支えているとされる不可思議な自己との区別を否定した。我々が内省を始めると、
（我々は）常に何らかの特定の知覚につまずく。......私は残りの人類について、それらは束または異なる知覚の集まりに過ぎず、それらは信じられないほどの速さで互いに継起し、永遠の流動と運動の中にあると断言してもよいだろう。
我々の思考の過程において、そして我々の観念の絶え間ない変転において、我々の想像力は容易にある観念から、それに類似する他のあらゆる観念へと走ることが明らかである。そして、この性質だけが想像力にとって十分な絆であり、連想なのである。感覚がその対象を変化させる際、規則正しくそれらを変化させ、互いに隣接しているものとしてそれらを捉えることを余儀なくされるので、想像力は長い習慣によって同じ思考方法を獲得し、その対象を考える際に空間と時間の部分に沿って走らなければならないことも明らかである。
特に、ヒュームの見解では、これらの知覚は何にも属していないことに注意されたい。ヒュームは、ブッダと同様に、魂を共和国に喩えている。共和国は、ある恒久的な中核的実体によってではなく、多くの異なる関連し合う絶えず変化する諸要素から構成されることによって、その同一性を保持するのである。そうすると、個人のアイデンティティの問題は、自分の個人的経験のゆるやかな結合を特徴づける問題になる。
要するに、ヒュームにとって重要なのは、「同一性」が存在することではなく、因果関係、近接性、類似性の関係が知覚の間に成立しているという事実である。ヒュームの批判者は、心の様々な状態やプロセスが統一されているように見えるためには、それらの統一性を知覚する何かが存在しなければならず、その存在は人格の同一性と同じくらい不可解であると述べている。ヒュームは、実体をその性質の共在によって生み出されるものと考えることでこれを解決している。

## 無主体論
「無主体論」は、束の概念が自己の概念と両立しないため、自己を束に還元することはできないと主張する。命題的に、束の概念は、実際には存在しない身体的または心理的関係の概念を含意している。この見解の主要な支持者であるジェームズ・ジャイルズは、無主体論または排除主義理論と束理論または還元主義理論は、実体的自己の非存在について一致していると論じている。ジャイルズによれば、還元主義理論は再び甦える自己の概念を、心理的関係に関する様々な説明に関して誤って行っている。一方、無主体論は「自己を倒れたままにしておく」。なぜなら、無主体論は束理論を含むすべての自己理論を拒否するからである。ジャイルズの解釈では、ヒュームは実際には無主体論者であり、束理論のような還元主義的見解を彼に帰属させるのは誤りである。ジャイルズによれば、個人のアイデンティティが虚構であるというヒュームの主張は、この解釈を支持しているのだという。
仏教の個人のアイデンティティに関する見解も、ブッダが永遠で不変の自己の概念における意識、感情、または身体の観点から再構築を試みることを拒否しているため、還元主義理論ではなく無主体論である。私たちの思考、性格、身体は、空で具体的に説明されているように、瞬間ごとに決して同じではないからである。
この批判によれば、自己意識は進化の産物であり、進化した状況では時間を節約するが、記憶喪失、解離性同一性障害、脳損傷、洗脳、様々な思考実験など、いくつかの出来事を考慮すると自己意識は崩壊する。自己の直観的感覚の不完全さと、この概念に頼る厳密な自己概念に対する影響を提示されると、おそらく認知的不協和のために、その概念を修正する傾向が生じる。

## 実験哲学
21世紀以降、哲学者たちは哲学的直観をよりよく理解するために、心理学の手法も用いるようになった。この哲学への実証的アプローチは実験哲学、略して「xPhi」と呼ばれている。実験哲学の研究では、様々な心理的要因が哲学者の個人のアイデンティティに関する見解のばらつきを予測することが分かっている。

### 道徳的自己理論
実験哲学からの知見は、道徳的直観が個人のアイデンティティに関する私たちの直観に大きな影響を与える可能性があることを示唆している。例えば、実験哲学者の中には、人が劇的な変化（例えば、外傷性脳損傷）を経験した場合、その劇的な変化の後にその人が道徳的に悪くなった（道徳的に良くなったのではなく）ならば、人々はその人が「同じ」人だとは考えにくくなることを発見した人もいる。このようなデータは、「道徳的特性は個人のアイデンティティにとって不可欠である」という「道徳的自己仮説」を支持しており、ある人は「誰かが劇的な精神的変化を経験すると、その人の数的同一性、つまりその人が変化前と同じ人物であるかどうかが、崩れているように見える」とまで言っている。

### 数的同一性と質的同一性
変化の方向（例えば、道徳的改善か道徳的悪化か）が個人のアイデンティティに関する人々の判断に大きな変化をもたらすことが明らかになっているが、複数の研究によれば、このような変化のどれも、変化前の人物が一人の人物で、変化後の人物が全く別の二人目の人物であるというように、誰かが変化前の人物と数的に非同一であると考えているわけではない。劇的な道徳的変化のケースに何人の人物が描かれているかを尋ねられた人々の答えの大多数は、（2人以上ではなく）「1人」だった。このことは、個人のアイデンティティに関する直観のこれらの変化が、数的同一性（すなわち、劇的な変化を経験した人物によって2人以上の人物が描かれているかどうか）ではなく、質的同一性（すなわち、ある人物がどれほど以前の自分自身に似ているか）に関するものであるという、より最近の証拠と一致している。

## 関連文献

### 書籍
- Butler, Joseph (1736), “Of personal identity”, The Analogy of Religion Reprinted in Perry (2008).
- Vere Claiborne Chappell, The Cambridge Companion to Locke. Cambridge University Press, 1994. 343 pages. ISBN 0-521-38772-8
- Shaun Gallagher, Jonathan Shear, Models of the Self. Imprint Academic, 1999. 524 pages. ISBN 0-907845-09-6
- Brian Garrett, Personal Identity and Self-Consciousness. Routledge, 1998. 137 pages. ISBN 0-415-16573-3
- James Giles, No Self to be Found: the Search for Personal Identity. University Press of America, 1997.
- J. Kim & E. Sosa,  A Companion to Metaphysics. Blackwell, 1995, Page 380, "persons and personal identity".
- G Kopf, Beyond Personal Identity: Dogen, Nishida, and a Phenomenology of No-Self. Routledge, 2001. ISBN 0-7007-1217-8
- Locke, John (1690). “Of identity and diversity”. An essay concerning humane understanding. 1 (2nd ed.). London
- E. Jonathan Lowe, An Introduction to Philosophy of the Mind. Cambridge University Press, 2000.
- E. Jonathan Lowe, The Possibility of Metaphysics: Substance, Identity, and Time. Oxford University Press, 2001. 288 pages. ISBN 0-19-924499-5
- E. Jonathan Lowe, A Survey of Metaphysics. Oxford University Press, 2002, chapters 2,3, 4.
- Harold W. Noonan, Personal Identity. Routledge, 2003. 296 pages. ISBN 0-415-27315-3
- Eric Todd Olson, The Human Animal: Personal Identity Without Psychology. Oxford University Press, 1997. 189 pages. ISBN 0-19-513423-0
- H. B. Paksoy, Identities: How Governed, Who Pays? ISBN 0-9621379-0-1
- Derek Parfit, Reasons and Persons（英語版）, part 3.
- Perry, John, ed (2008). Personal identity. Topics in Philosophy. Berkeley: University of California Press. ISBN 978-0-520-25642-2
- Perry, John (2002). Identity, Personal Identity, and the Self. Indianapolis: Hackett. ISBN 978-0-87220-520-8
- Perry, John (1978). A Dialogue on Personal Identity and Immortality（英語版）. Hackett Philosophical Dialogues. Indianapolis: Hackett. ISBN 978-0-915144-53-2
- Thomas Reid, "Of identity. Of Mr. Locke's account of our personal identity". In Essays on the Intellectual Powers of Man. Reprinted in John Perry (ed.), Personal Identity, (2008)
- Andrea Sauchelli, Personal Identity and Applied Ethics. London, Routledge, 2018. ISBN 978-1138185692
- A. E. Pitson, Hume's Philosophy of the Self. Routledge, 2002. 224 pages. ISBN 0-415-24801-9
- Mark Siderits, Personal Identity and Buddhist Philosophy. Ashgate Publishing, Ltd., 2003. 231 pages. ISBN 0-7546-3473-6
- Marc Slors, The Diachronic Mind. Springer, 2001. 234 pages. ISBN 0-7923-6978-5

### 記事
- N Agar, Functionalism and Personal Identity. Nous, 2003.
- E J Borowski, Diachronic Identity as Relative Identity. The Philosophical Quarterly, 1975.
- SD Bozinovski, Self-Neglect Among the Elderly: Maintaining Continuity of Self. DIANE Publishing, 1998. 434 pages. ISBN 0-7881-7456-8
- Andrew Brennan, Personal identity and personal survival. Analysis, 42, 44–50. 1982.
- M. Chandler, C. Lalonde, B. W. Sokol, D. (Editor) (eds.) Personal Persistence, Identity Development, and Suicide. Blackwell Publishing, 2003. ISBN 1-4051-1879-2
- WE Conn, Erikson's "identity": an essay on the psychological foundations of religious ethics.
- J Copner,The Faith of a Realist. Williams and Norgate, 1890. 351 pages.
- Fields, Lloyd (1987). “Parfit on personal identity and desert”. Philosophical Quarterly 37 (149):  432–441. doi:10.2307/2219573. JSTOR 2219573.
- Foulds, GA (August 1964). “Personal Continuity and Psycho-Pathological Disruption”. Br J Psychol 55 (3):  269–76. doi:10.1111/j.2044-8295.1964.tb00910.x. PMID 14197795.
- Garrett, Brian (1990). “Personal identity and extrinsicness”. Mind 97:  105–109.
- W Greve, K Rothermund, D Wentura, The Adaptive Self: Personal Continuity and Intentional Self-development. 2005.
- J Habermas, The paradigm shift in Mead. In M. Aboulafia (Ed.), Philosophy, social theory, and the thought of George Herbert Mead 1991. Albany, NY: State University of New York Press.
- GF Hellden, Personal Context and Continuity of Human Thought: Recurrent Themes in a Longitudinal Study of Students' Conceptions.
- J Jacobson, Islam in Transition: Religion and Identity Among British Pakistani Youth. Routledge, 1998. 177 pages. ISBN 0-415-17085-0
- M Kapstein, (Review) Collins, Parfit, and the Problem of Personal Identity in Two Philosophical Traditions.  Philosophy East and West, 1986.
- Christine M. Korsgaard, Personal Identity and the Unity of Agency: A Kantian Response to Parfit. Philosophy and Public Affairs, Vol. 18, No. 2 (Spring, 1989), pp. 101-132.
- JC LaVoie, Ego identity formation in middle adolescence. Journal of Youth and Adolescence, 1976.
- Michael Metzeltin, Wege zur Europäischen Identität. Individuelle, nationalstaatliche und supranationale Identitätskonstrukte, Berlin, Frank & Timme, 2010. 285 pages. ISBN 978-3-86596-297-3
- D Mohr, Development of attributes of personal identity. Developmental Psychology, 1978.
- Parfit, Derek (1971). “Personal identity”. Philosophical Review 80 (1):  3–27. doi:10.2307/2184309. JSTOR 2184309.
- R W Perrett, C Barton, Personal Identity, Reductionism and the Necessity of Origins. Erkenntnis, 1999.
- Paul Ricœur, Soi-même comme un autre, 1990. Paris:Seuil. (en: Oneself as another)
- Robinson, John (1988). “Personal identity and survival”. Journal of Philosophy（英語版） 85 (6):  319–328. doi:10.2307/2026722. JSTOR 2026722.
- B Romero, Self-maintenance therapy in Alzheimer's disease. Neuropsychological Rehabilitation, 2001.
- BM Ross, Remembering the Personal Past: Descriptions of Autobiographical Memory. Oxford University Press, 1991. ISBN 0-19-506894-7
- S Seligman, RS Shanok, Subjectivity, Complexity and the Social World. Psychoanalytic Dialogues, 1995.
- JM Shorter, More About Bodily Continuity and Personal Identity. Analysis, 1962.
- J Sully, Illusions: A Psychological Study. Appleton, 1881. 372 pages.
- DG Thompson, The Religious Sentiments of the Human Mind. 1888.
- Michel Weber（英語版）, "Process and Individuality" in Maria Pachalska and Michel Weber (eds.), Neuropsychology and Philosophy of Mind in Process. Essays in Honor of Jason W. Brown, Frankfurt / Lancaster, Ontos Verlag, 2008, pp. 401-415.
- Bernard Williams, Bodily Continuity and Personal Identity. Analysis, 1960.
- Bernard Williams, The Self and the Future, in Philosophical Review 79, 1970.

### オンライン記事
- Daniel Dennett, Where am I?
- Roots, Identity, Nationality A brief critical analysis of the concept of identity
- Phineas Parkhurst Quimby on Personal Identity
- Max More, The Diachronic Self : Identity, Continuity, Transformation.
- Vakhtangi Makhniahvilim Parfit and Whitehead on personal identity.
- Personal Identity, Reductionism and the Necessity of Origins. Erkenntnis. Volume 51, Numbers 2-3 / November 1999.
- V. Chappell, Locke on Consciousness. philosophy.fas.nyu.edu.
- James Giles, The No-Self Theory: Hume, Buddhism, and Personal Identity, Philosophy East and West, 1993.
- The Unity of Consciousness. science.uva.nl.
- D. Cole, Artificial intelligence and personal identity. Synthese, 1991.
- Nervous system development -- network origins. benbest.com.
- 'Brain Death and Technological Change:  Personal Identity, Neural Prostheses and Uploading'
- Forum on Personal Identity
- The Immateriality of the Soul and Personal Identity
- 'Personal Identity and the Methodology of Imaginary Cases'
- Personal Identity Syllabus – 'The Metaphysics of Persons'
- PHI 330 Homepage – Metaphysics
- PHL 242-442 – Metaphysics
- 'Staying Alive   The Personal Identity Game
- Tannsjo, Torbjorn – 'Morality and Personal Identity'
- Topics in Metaphysics – Personal Identity
- 20th WCP:  Persons and Personal Identity
- William H. Swatos, Jr. (Editor), Identity. Encyclopedia of Religion and Society.
- Ego identity formation in middle adolescence. springerlink.com.
- Personal Identity & Immortality'. individual.utoronto.ca.
- John Locke on Personal Identity.
- Persons, Animals, And Bodies.

### アイデンティティ
- 抽象と具体

- 同一性と変化

- 名目上の同一性

- 開かれた個人主義

- 個人生活

- めまいを催す問い

### 連続性
- 道元

- ヘブ理論

- 情報理論的死

- ミーム

- 心流

- 物自体

- 神経可塑性（スパイクタイミング依存性可塑性（英語版））

- 持続説

- 縁起、依存して生起するとも知られる

- プロセス哲学

- シンクロニシティ

### その他
アイデンティティと言語学習、形而上学的必然性、オティウム、プライバシー、主観的観念論、人格、ジェンダー・システム、記憶の固執（短編小説）、記憶の固執、トランスヒューマニズム